# Wangari Maathai
Wangari Muta Maathai (Nyeri, Kenia; 1 de abril de 1940 - Nairobi, Kenia; 25 de septiembre de 2011) fue una política y ecologista keniana.
Fue la primera mujer africana en recibir el Premio Nobel de la Paz en 2004 por «su contribución al desarrollo sostenible, la democracia y la paz». En 1977 fundó el Movimiento Cinturón Verde (Green Belt Movement), por el que obtuvo en 1986 el Premio al Sustento Bien Ganado. Fue elegida miembro del Parlamento de Kenia (Cámara Baja de la Asamblea Nacional) donde ejerció como ayudante del ministro de Medio Ambiente y Recursos Naturales durante el gobierno del presidente Mwai Kibaki entre enero de 2003 y noviembre de 2006. También formó parte del Consejo de Honor del Consejo para el futuro del mundo. Maathai fue también la primera mujer de África Oriental en obtener un doctorado.

## Infancia y educación
Nació en 1940 en el pueblo de Ihithe del distrito de Nyeri, en las tierras altas centrales Kenia, entonces colonia británica. Su familia era kĩkũyũ, el grupo étnico más numeroso de Kenia, y residía en la región desde hacía varias generaciones. La familia de Maathai se mudó en 1943 a una granja de propietarios blancos en el Gran Valle del Rift cercana al pueblo de Nakuru, donde su padre encontró trabajo. A finales de 1947 Maathai regresó a Ihithe con su madre, ya que dos de sus hermanos iban a la escuela primaria en el pueblo y en la granja no podían ser escolarizados, y su padre se quedó en la granja trabajando. Poco después, con ocho años, comenzó a ir a la escuela primaria de Ihithe junto al resto de sus hermanos.
Maathai se incorporó a los once años a la escuela primaria intermedia Santa Cecilia, un internado de la Misión Católica Mathari en Nyeri, donde permaneció cuatro años. Durante este tiempo aprendió a hablar inglés con fluidez y se convirtió al catolicismo. Se interesó por la Legión de María, cuyos miembros intentaban "servir a Dios, sirviendo a los seres humanos". Al estudiar en Santa Cecilia, Maathai estuvo a salvo de la sublevación Mau Mau en curso que obligó a su madre a mudarse a un refugio de emergencia en el pueblo de Ihithe. Terminó sus estudios en 1956 la primera de su clase y fue admitida en el Loreto High School de Limuru, que entonces era la única escuela preparatoria católica de mujeres en Kenia.

No obstante, el fin del colonialismo en África Oriental estaba cerca, y políticos kenianos como Tom Mboya proponían formas de hacer accesible la educación de las naciones occidentales a los estudiantes promesa africanos. El entonces senador de los Estados Unidos John F. Kennedy acordó financiar el programa a través de la Fundación Joseph P. Kennedy Jr., iniciando lo que se conoció como Kennedy Airlift o Airlift Africa ("el puente aéreo de África"). Maathai fue una de los trescientos kenianos seleccionados en septiembre de 1960 para ir a estudiar a Estados Unidos.
Obtuvo una beca para estudiar en el Mount St. Scholastica College (Benedictine College en la actualidad), en Atchison, Kansas, donde se graduó en Biología (major) con especialidades (minors) en Química y Alemán. Tras obtener su Bachelor of Science en 1964, estudió la maestría en Biología en la Universidad de Pittsburgh financiada por el Instituto Africano-Americano, y durante su estancia en Pittsburgh experimentó por vez primera una restauración medioambiental cuando ecologistas locales se propusieron limpiar el aire de la ciudad. En enero de 1966 Maathai obtuvo su Maestría en Ciencias Biológicas, y fue propuesta para ocupar un puesto como asistente investigador de un profesor de Zoología de la Escuela Universitaria de Nairobi.
A su regreso a Kenia, Maathai dejó de usar su apellido ya que prefería que la llamaran por su nombre de pila, Wangari Muta. Cuando llegó a la universidad para comenzar su nuevo trabajo, se le informó de que el puesto le había sido otorgado a otro. Maathai pensó que ello se debía a prejuicios de género y tribales. Tras buscar trabajo durante dos meses, el profesor Reinhold Hofmann de la Universidad de Giessen en Alemania le ofreció trabajo como ayudante de investigación en la sección de microanatomía del recién creado Departamento de Anatomía Veterinaria en la Escuela de Medicina Veterinaria de la Universidad de Nairobi. En abril de 1966 conoció a Mwangi Mathai, otro keniano que había estudiado en América, quien posteriormente se convertiría en su esposo. Alquiló un pequeño local en la ciudad y puso una tienda donde trabajaron sus hermanas. En 1967, animada por el profesor Hofmann, viajó a la Universidad de Giessen en Alemania para estudiar un doctorado, que realizó en esa universidad y en la Universidad de Múnich.
En la primavera de 1969 regresó a Nairobi para continuar sus estudios en la Universidad de Nairobi como profesora adjunta. En mayo de ese año se casó con Mwangi Mathaiy y poco después se quedó embarazada de su primer hijo, al tiempo que su marido se presentaba al Parlamento, perdiendo por un pequeño margen. En el transcurso de las elecciones, Tom Mboya, que había sido crucial para la creación del programa que la envió al extranjero, fue asesinado. Esto llevó al presidente Jomo Kenyatta a terminar con la democracia multipartidista en Kenia. Poco después nació Waweru, su primer hijo. En 1971 se convirtió en la primera mujer de África Oriental en obtener un doctorado, en su caso de anatomía veterinaria, de la Escuela Universitaria de Nairobi, que se convertiría en la Universidad de Nairobi al año siguiente. Presentó su tesis sobre el desarrollo y diferenciación de las gónadas bovinas. Su hija Wanjira nació en diciembre de ese mismo año.
Personalidad
Wangari mujer de coraje, culta, generosa, elocuente, enérgica, vitalista, llena de valentía, esperanza y perseverancia. O una "supermujer" como dijo su mentor Hofmann.

## Activismo y vida política 1972–1977
Wangari continuó enseñando en Nairobi, convirtiéndose en profesora adjunta de anatomía en 1975, jefa del Departamento de Anatomía Veterinaria en 1976 y profesora asociada en 1977. Fue la primera mujer en Nairobi en alcanzar estos puestos. Durante este tiempo, Maathai promovió campañas a favor de la igualdad de beneficios para las mujeres que trabajaban en la Universidad, llegando al punto de intentar convertir la asociación del personal académico en un sindicato con el objeto de negociar las prestaciones. Los juzgados negaron esta posibilidad, pero muchas de sus demandas de igualdad se lograron posteriormente. Además de su trabajo en la Universidad de Nairobi, Maathai se involucró en diversas organizaciones cívicas a principios de los años 70. Fue miembro de la delegación en Nairobi de la Sociedad de la Cruz Roja de Kenia, convirtiéndose en su directora en 1973. También fue miembro de la Asociación Keniana de Mujeres Universitarias. Tras la fundación del Centro Ambiental Liason en 1974, se la invitó a formar parte de la junta local, llegando a convertirse en su presidenta. El Centro Ambiental Liason trabajó para promover la participación de organizaciones no gubernamentales en el Programa de las Naciones Unidas para el Medio Ambiente (UNEP), cuyas oficinas centrales se abrieron en Nairobi tras la Conferencia de las Naciones Unidas sobre el Medio Humano celebrada en Estocolmo en 1972. Maathai también formó parte del Consejo Nacional de Mujeres de Kenia (NCWK). A través de su trabajo como voluntaria en las diversas asociaciones, le resultó evidente que la raíz de la mayoría de los problemas de Kenia era la degradación medioambiental.
En 1974, la familia de Maathai creció con el nacimiento de su tercer hijo, Muta. Su esposo realizó nuevamente campaña política para lograr un puesto en el Parlamento, esperando representar al distrito electoral de Lang'ata, y ganó. Durante esa campaña prometió aumentar los empleos en Kenia. Estas promesas hicieron que Maathai conectara sus ideas de recuperacióm ambiental con la necesidad de dar empleo a los parados, lo que condujo a la fundación de Envirocare Ltd., una empresa dedicada a la reforestación, implicando a ciudadanos comunes en el proceso. Esto la llevó a crear su primer invernadero en el bosque Karura. Envirocare tuvo múltiples problemas, sobre todo relacionados con la financiación, y el proyecto fracasó. Sin embargo, gracias a las conversaciones mantenidas sobre Envirocare y a su trabajo en el Centro Ambiental Liaison, el UNEP consiguió que Maathai asistiera a la primera Conferencia de Naciones Unidas sobre asentamientos humanos, conocida como Hábitat I, que tuvo lugar en Vancouver, Canadá, en junio de 1976.
En 1977, Maathai habló ante el Consejo Nacional de mujeres de Kenia (NCWK) sobre su asistencia a Hábitat I. Propuso impulsar la reforestación, a lo que el consejo accedió. El 5 de junio de 1977, el Día Mundial del Medio Ambiente, el NCWK realizó una marcha desde el Centro Internacional de Conferencias en Nairobi hasta el parque Kamukunji en las afueras de la ciudad, donde plantaron siete árboles en honor a líderes históricos de la comunidad. Este fue el primer "Cinturón Verde", conocido inicialmente como "Salvar la Tierra Harambee" que posteriormente se convirtió en el Movimiento Cinturón Verde (Green Belt Movement). Maathai alentó a las mujeres de Kenia a crear invernaderos por todo el país, buscando semillas en bosques cercanos para sembrar árboles oriundos de la zona. Maathai acordó pagar a las mujeres una pequeña remuneración por cada semillero que fuese plantado posteriormente en otros lugares.

### Problemas personales 1977–1979
Maathai y su esposo, Mwangi Maathai, dejaron de convivir en 1977. Tras una larga separación, Mwangi pidió el divorcio en 1979. Se dijo que Mwangi pensaba que Wangari «tenía una mentalidad demasiado fuerte para ser mujer» y que él era  «incapaz de controlarla». Además de llamarla "cruel" durante el juicio, la acusó públicamente de adulterio con otro miembro del parlamento, lo que habría provocado su alta presión sanguínea, y el juez falló a favor de Mwangi. Poco después del juicio, en una entrevista con la revista Viva, Maathai se refirió al juez como un incompetente o corrupto. La entrevista hizo que el juez levantara cargos por desacato al tribunal. Fue declarada culpable y sentenciada a seis meses de cárcel. Tras pasar tres días en la prisión femenina de Lang'ata en Nairobi, su abogado hizo una declaración que el tribunal consideró suficiente para proceder a liberarla. Poco después del divorcio, su exesposo envió una carta por medio de su abogado donde exigía que Maathai dejara de usar su apellido. En vez de hacerlo, ella le agregó una "a".
El divorcio fue caro, y con las minutas de abogados y la pérdida de ingresos de su esposo, Maathai descubrió que con su salario universitario no podía asumir sus gastos y los de sus hijos. Le surgió la oportunidad de trabajar en la Comisión Económica para África a través del Programa de las Naciones Unidas para el Desarrollo. Este trabajo requería viajar por África y la base estaba en Lusaka, Zambia, por lo que no podía llevar a sus hijos con ella y decidió enviarlos con su exmarido y aceptar el empleo, aunque los visitaba regularmente. Los niños vivieron con su padre hasta 1985.

### Problemas políticos 1979–1982
En 1979, poco después de su divorcio, Maathai se presentó para el puesto de presidenta del Consejo Nacional de Mujeres de Kenia (NCWK), una organización paraguas que consistía en la unión de muchas organizaciones de mujeres del país. El entonces recién electo presidente de Kenia Daniel arap Moi trató de limitar la influencia de la etnia kĩkũyũ en el país, incluidas las organizaciones civiles como el NCWK. Maathai perdió las elecciones por tres votos, pero fue elegida vicepresidenta de la organización por mayoría. Al año siguiente Maathai se presentó de nuevo a la presidencia del NCWK y volvió a perder, según pensaba, por culpa del gobierno. En el momento en que fue evidente que Maathai iba a ganar las elecciones, Maendeleo Ya Wanawake, miembro de una organización que representaba a la mayoría de las mujeres del medio rural de Kenia y cuya líder era cercana a Daniel arap Moi, se retiró de la NCWK. Maathai fue elegida presidenta de la NCWK sin oposición. Sin embargo, fue Maendeleo Ya Wanawake quien recibió la mayoría del apoyo financiero para programas de ayuda a las mujeres en el país, y la NCWK fue prácticamente llevada a la bancarrota. Pese a que la recaudación de fondos se hizo más difícil, el NCWK sobrevivió haciendo énfasis en el medioambiente y haciendo visible su presencia y trabajo. Maathai continuó y fue reelecta como presidenta de la organización cada año hasta que se retiró en 1987.
En 1982, el puesto parlamentario en representación de su región de residencia, Nyeri, estaba vacante, y Maathai decidió hacer campaña para el mismo. Como dictaba la ley, renunció a su puesto en la Universidad de Nairobi para hacer su campaña. Los tribunales decidieron que no podía ser elegida debido a que no se había vuelto a registrar en la última elección presidencial en 1979. Maathai creía que esto era falso e ilegal y llevó el asunto a juicio. El tribunal se reunió a las nueve de la mañana y si ella obtenía una resolución favorable, debía presentar los papeles para su candidatura en Nyeri a las tres de la tarde del mismo día. El juez descalifico su candidatura por un tecnicismo  Cuando pidió ser readmitida en su trabajo, se le denegó. Como vivía en la residencia universitaria y ya no era parte de su plantilla, fue desalojada.

### Movimiento Cinturón Verde
Maathai se mudó a una pequeña casa que había comprado años atrás y se centró en el NCWK mientras buscaba trabajo. Estando en el NCWK se puso en contacto con ella Wilhelm Elsrud, director ejecutivo de la Sociedad Noruega de Silvicultura, quien quería asociarse con el Movimiento Cinturón Verde y le ofreció el puesto de coordinadora. Empleada de nuevo, Maathai volcó sus esfuerzos en el Movimiento Cinturón Verde. Además de la Sociedad Noruega de Silvicultura, el movimiento también recibió "capital inicial" del Fondo Voluntario para Mujeres de Naciones Unidas. Estos fondos permitieron la expansión del movimiento, la contratación de empleados adicionales para llevar sus operaciones a otras partes del mundo y continuar pagando una pequeña contribución a las mujeres que plantaban árboles por todo el país. Esto le permitió redefinir las operaciones del movimiento, y pagar un pequeño estipendio a los esposos e hijos de las mujeres que estaban alfabetizados y eran capaces de mantener un registro preciso de las plántulas sembradas.
Naciones Unidas celebró la tercera conferencia de mujeres, Conferencia Mundial sobre la Mujer de 1985, en Nairobi. Maathai organizó durante la conferencia seminarios y presentaciones para explicar el trabajo del Cinturón Verde en Kenia. Acompañó a delegadas para conocer los invernaderos. Conoció a Peggy Snyder, líder de la UNIFEM, y a Helvi Sipilä, la primera mujer nombrada secretaria general adjunta de Naciones Unidas. La conferencia ayudó a expandir la recaudación de fondos para el Movimiento Cinturón Verde y a que se estableciese fuera de Kenia. En 1986, con financiación de la UNEP, el movimiento se expandió por toda África y condujo a la fundación de la Red Pan-Africana del Cinturón Verde. Cuarenta y cinco representantes de quince países africanos viajaron a Kenia durante los siguientes tres años para aprender a realizar programas similares en sus países para combatir la desertificación, la deforestación, la crisis de agua y la hambruna rural. La atención que el movimiento recibió en los medios hizo que Maathai fuera galardonada con diversos premios. El gobierno de Kenia, sin embargo, solicitó que el Movimiento Cinturón Verde se escindiera del NCWK, al pensar que la organización debería enfocarse solamente en los asuntos de las mujeres, no en temas ambientales. Por ello en 1987 Maathai cesó en la presidencia del NCWK y se centró en su nueva organización no gubernamental.

### Intervención gubernamental
En la segunda mitad de los años 80, el gobierno keniano se volvió contra Maathai y el Movimiento Cinturón Verde. El régimen unipartidista se opuso a muchas de las posturas del movimiento sobre derechos democráticos. El gobierno invocó una ley de la era colonial que prohibía a grupos de más de nueve personas juntarse sin primero obtener una licencia gubernamental. En 1988, el movimiento convocó actividades en favor de la democracia, como registrar votantes para la elección y presionar para una reforma constitucional y por la libertad de expresión. El gobierno realizó un fraude electoral en las elecciones para mantener el poder, según Maathai.
En octubre de 1989, Maathai se opuso a un plan para construir el complejo de 60 plantas Kenya Times Media Trust en el Parque Uhuru. El complejo pretendía albergar las oficinas centrales de KANU, el periódico Kenya Times, un centro de negocios, oficinas, auditorio, galerías, centro comercial y aparcamiento para 2000 vehículos. El plan también incluía una estatua del presidente Daniel arap Moi. Maathai escribió muchas cartas de protesta a Kenya Times, la Oficina del Presidente, la Comisión de la Ciudad de Nairobi, el Comisionado Provincial, el ministro de Medio Ambiente y Recursos Naturales, los directores ejecutivos del UNEP y el Centro Ambiental Liaison, el director Ejecutivo de la UNESCO, el ministro de Obras Públicas y el Secretario Permanente en el departamento de Seguridad Internacional y Administración. Escribió a John Johnson, el Alto Comisionado Británico en Nairobi, instándole a hablar con Robert Maxwell, el mayor accionista del proyecto, equiparando la construcción de una torre en el Parque Uhuru con una construcción similar en el Hyde Park o en Central Park y sosteniendo que eso sería intolerable.
El gobierno rehusó contestar a sus protestas y solicitudes, y en su lugar respondió a los medios que Maathai era una "loca"; negando que el proyecto en el Parque Uhuru fuera a ocupar más que una pequeña parte del parque público y proclamando que el proyecto era un "magnífico trabajo de arquitectura" al que se oponía solo la "minoría ignorante". El 8 de noviembre de 1989, el parlamento expresó su indignación por las acciones de Maathai, quejándose de las cartas a organizaciones extranjeras y calificando al Movimiento Cinturón Verde de organización fraudulenta y a sus miembros de "un montón de divorciadas". Sugirieron que si Maathai estaba tan cómoda escribiendo a los europeos, quizás debería vivir en Europa.
Pese a las objeciones de Maathai y a las crecientes protestas por toda la ciudad, la excavación en el Parque Uhuru para la construcción del complejo comenzó el 15 de noviembre de 1989. Maathai solicitó una orden judicial ante el Alto Tribunal de Kenia para detener las obras, pero el caso fue sobreseído el 11 de diciembre. En sus primeras declaraciones públicas sobre el proyecto, el presidente Daniel arap Moi señaló que quienes se oponían al mismo tenían "insectos en la cabeza". El 12 de diciembre en el Parque Uhuru, durante el discurso de celebración de la independencia británica, el presidente Moi sugirió a Maathai que fuera una mujer acorde a las tradiciones africanas, que respetase a los hombres y que se estuviera callada. El gobierno la obligó a desalojar su oficina y el movimiento Cinturón Verde se trasladó a su domicilio. El gobierno entonces lo auditó en un intento aparente de eliminarlo. A pesar de todo, sus protestas, la respuesta del gobierno —y la cobertura que obtuvo en los medios— llevó a los inversores extranjeros a cancelar el proyecto en enero de 1990.
En enero de 1992 Maathai y otros activistas prodemocracia conocieron la existencia de una lista de personas señaladas para ser asesinadas y que era posible que se tratase de un golpe promovido por el gobierno. El nombre de Maathai estaba en la lista. El grupo a favor de la democracia conocido como el Foro de Restauración Democrático (FORD), presentó esta información a los medios, reclamando elecciones generales. Ese mismo día Maathai recibió la alerta de que uno de sus miembros había sido arrestado, y decidió encerrarse en su domicilio. Poco después la policía llegó y rodeo la casa. El sitio duró tres días hasta que los policías cortaron los barrotes que había instalado en las ventanas, entraron y la arrestaron. A ella junto con los otros activistas prodemocráticos arrestados se les acusó de difundir rumores malintencionados, de sedición y de traición. Tras día y medio en la cárcel fueron llamados a audiencia y puestos en libertad bajo fianza. Varias organizaciones internacionales y ocho senadores estadounidenses (entre ellos Al Gore y Edward M. Kennedy) presionaron al gobierno de Kenia para que o retiraba los cargos contra los activistas prodemocracia o se arriesgaban a perjudicar las relaciones con los Estados Unidos. En noviembre de 1992, el gobierno retiró los cargos.
El 28 de febrero de 1992, estando en libertad condicional, Maathai participó junto con otros en la huelga de hambre en un rincón del Parque Uhuru al que llamaron el Rincón de la Libertad, para presionar al gobierno a liberar a los prisioneros políticos. Tras cuatro días de ayuno, el 3 de marzo de 1992 la policía desalojó por la fuerza a los manifestantes. Maathai y otras tres personas fueron golpeadas hasta caer inconscientes y tuvieron que ser hospitalizadas El presidente Daniel arap Moi la llamó "demente" y "una amenaza para el orden y la seguridad del país". El ataque recibió críticas internacionales. El Departamento de Estado de los Estados Unidos declaró estar "profundamente preocupado" por la violencia y el desalojo forzoso de los manifestantes. Al no ser liberados los presos políticos, los manifestantes —madres en su mayoría de los presos— trasladaron la protesta a la Catedral All Saints, sede del Arzobispado Anglicano en Kenia. La protesta continuó allí, siendo frecuentes las contribuciones de Maathai, hasta que los prisioneros fueron liberados a principios de 1993.
Durante ese periodo Maathai fue reconocida con varios premios internacionales, pero el gobierno de Kenia no apreciaba su labor. En 1991 obtuvo el Premio Ambiental Goldman en San Francisco y en Londres el Premio al Liderazgo en África de The Hunger Project. La CNN emitió un fragmento de tres minutos relacionado con el premio Goldman, pero cuando fue emitido en Kenia, ese corte había sido borrado. En junio de 1992 mientras la protesta en el parque Uhuro continuaba, Maathai y el presidente arap Moi viajaron a Río de Janeiro para asistir a la Cumbre de la Tierra. El gobierno de Kenia acusó a Maathai de incitar y animar a las mujeres a pelear en el Rincón de la Libertad, instando a que no se le permitiera hablar en la conferencia. Pese a ello, Maathai fue elegida portavoz principal de la cumbre.

### Impulso de la democracia
Durante las primeras elecciones multipartido en Kenia en 1992, Maathai luchó por unificar la oposición y porque hubiera elecciones justas. El Foro para la Restauración de la Democracia se había escindido en FORD-Kenya (liderado por Oginga Odinga) y FORD-Asili (liderado por Kenneth Matiba); Mwai Kibaki, la exvicepresidenta, había abandonado el partido en el poder, Kenya African national Union (KANU), y había formado el Partido Democrático. Maathai y muchos otros creyeron que esa fractura conllevaría que KANU retuviera el control del país, por lo que formaron el Middle Ground Group, en un esfuerzo por reunir a la oposición. Maathai fue elegida su presidenta. También durante las elecciones Maathai junto con otros miembros de la oposición afines formaron el Movimiento para las Elecciones Libres y Justas. A pesar de sus esfuerzos la oposición no se unió y el partido en el poder KANU uso la intimidación y los medios de comunicación estatales para ganar las elecciones, conservando el control del parlamento.
Al año siguiente hubo enfrentamientos étnicos por toda Kenia. Maathai creía que eran incitados por el gobierno, quien había alertado de las consecuencias de una democracia multipartido. Maathai viajó junto a compañeros y la prensa a las zonas de violencia con el fin de promover el fin de la lucha. Junto con el Movimiento Cinturón Verde plantó "árboles de paz", pero al poco tiempo el gobierno se opuso a sus acciones. Las zonas en conflicto se etiquetaron como "zonas de no acceso", y en febrero de 1993, el presidente dijo que Maathai había planeado la distribución de panfletos incitando a Kikuyus para atacar a Kalenjins. Tras el secuestro de su amigo y compañero Makanga, Maathai decidió ocultarse. Estando escondida, Maathai fue invitada a una reunión en Tokio de la Cruz Verde Internacional, una organización ambiental recientemente formada por el exlíder soviético Mijaíl Gorbachov. Cuando Maathai respondió que no podía asistir a la reunión, ya que no creía que el gobierno le fuera a permitir salir del país y ella estaba escondida, Gorbachov presionó al gobierno de Kenia para que la permitieran viajar libremente. El presidente arap Moi negó que se le limitara viajar, y se le permitió dejar el país, aunque demasiado tarde para la reunión en Tokio. Maathai fue reconocida internacionalmente de nuevo, y voló a Escocia para recibir la Medalla de Edinburgo en abril de 1993. En mayo fue a Chicago a recibir el Premio Internacional al Liderazgo Femenino Jane Addams y en junio asistió a la Conferencia Mundial de Derechos Humanos de las Naciones Unidas en Viena.
Durante las elecciones de 1997, Maathai trató de unir de nuevo a la oposición para derrotar al partido en el poder. En noviembre, a menos de dos meses de las elecciones decidió que iba a presentarse al parlamento y también a presidenta por el Partido Liberal. Sus intenciones fueron muy cuestionadas por la prensa; muchos crecían que debía quedarse dirigiendo el Movimiento Cinturón Verde y no entrar en política. El día de las elecciones se difundió en los medios el rumor de que Maathai se había retirado y había ratificado a otro candidato. Maathai obtuvo pocos votos y perdió las elecciones.
El verano de 1998, Maathai se enteró de un plan del gobierno para privatizar grandes áreas de tierra pública en el Bosque Karura a las afueras de Nairobi, para dárselas a partidarios políticos. Maathai manifestó su protesta mediante cartas al gobierno y a la prensa. Fue con el Movimiento Cinturón Verde a Karuna, a plantar árboles y a manifestarse en contra la destrucción del bosque. El 8 de enero de 1999, un grupo de manifestantes, incluida Maathai, seis miembros del parlamento en la oposición, periodistas, observadores internacionales y miembros del Cinturón Verde regresaron al bosque a plantar un árbol en protesta. La entrada al bosque estaba escoltada por un grupo amplio de hombres. Cuando trató de plantar un árbol en un zona que había sido específicamente despejada para un campo de golf, el grupo atacado. Muchos de los manifestantes resultaron heridos, incluyendo a Maathai, cuatro parlamentarios, algunos de los periodistas y ambientalistas alemanes. Cuando informó del ataque a la policía, ésta se negó a acudir al bosque para arrestar a sus atacantes. Sin embargo, el ataque había sido filmado por algunos seguidores de Maathai y el suceso provocó indignación internacional. Protestas estudiantiles surgieron por Nairboi y algunos de esos grupos fueron desalojados violentamente por la policía. Las protestas continuaron hasta el 16 de agosto de 1999, cuando el presidente anunció que prohibía cualquier adjudicación de tierra pública.
En 2001, el gobierno planeó de nuevo adjudicar tierra pública a sus partidarios. El 7 de marzo de 2001 Maathai fue nuevamente arrestada por protestar por ello y recoger firmas en contra, siendo puesta en libertad sin cargos al día siguiente tras las muchas protestas populares e internacionales. El 7 de julio del 2001, poco después de plantar árboles en el Rincón de la Libertad del parque Uhuru, de nuevo fue arrestada y puesta en libertad a las pocas horas también sin cargos. En enero de 2002, Maathai regresó a la enseñanza como profesora invitada de Conservación de Dorothy McChliskey en la Escuela de Ciencia Forestal y estudios Medioambientales de la Universidad Yale. Allí permaneció hasta junio de 2002 impartiendo un curso sobre desarrollo sostenible centrado en el trabajo del Cinturón Verde.

### Elección al Parlamento
A su regreso a Kenia, Maathai realizó otra campaña para entrar al parlamento durante las elecciones de 2002, esta vez como candidata de la Coalición Nacional del Arcoíris, la organización general que finalmente unificó a la oposición. El 27 de diciembre de 2002, la Coalición Nacional del Arcoíris derrotó al partido en el poder (Unión Nacional Africana Keniana) y Maathai ganó con un 98 % de los votos en el distrito electoral de Tetu. En enero de 2003, fue nombrada ayudante del ministro de Medio Ambiente y Recursos Naturales, cargo que ejerció hasta noviembre de 2005. Fundó en 2003 el Partido Verde Mazingira de Kenia, para permitir los candidatos ir en una plataforma de conservación encarnada por el Movimiento Cinturón Verde. El partido es miembro de la Federación de Partidos Verdes de África y de los Verdes Globales.

## Premio Nobel de la Paz 2004
Wangari Maathai fue condecorada con el Premio Nobel de la Paz de 2004 por su «contribución al desarrollo sostenible, la democracia y la paz.» Recibió la llamada de Ole Danbolt Mjos, presidente del Comité Noruego Nobel, el 8 de octubre informándole de la noticia. Se convirtió en la primera mujer africana y la primera ambientalista en ganar el premio.

Maathai se opuso valientemente al régimen opresor en Kenia. Sus formas de acción únicas han contribuido a llamar la atención sobre la opresión política —nacional e internacional. Ella ha servido de inspiración para muchos en la lucha por los derechos democráticos y ha alentado especialmente a las mujeres para mejorar su situación.
El Comité Noruego del Nobel, en el comunicado anunciando que era la ganadora del Premio Nobel de la Paz 2004 

## SIDA/VIH
La controversia se suscitó cuando The Standard publicó que Maathai dijo que el sida/VIH había sido "creado deliberadamente por científicos occidentales para diezmar la población africana". Maathai negó haber hecho las acusaciones, pero The Standard mantuvo su versión.
En una entrevista en 2004 con la revista Time, en respuesta a las preguntas sobre este tema, Maathay respondió: "No tengo idea de quien creó el SIDA, y si es una enfermedad biológica o no. Pero sé que cosas como esa no vienen de la luna. Siempre he pensado que es importante decir la verdad a la gente, pero supongo que hay algunas verdades que no deben estar muy al descubierto". Cuando se le preguntó a que se refería con eso, continuó: "Me estoy refiriendo al SIDA. Estoy segura de que la gente sabe de dónde surgió. Y estoy bastante segura de que no surgió de los monos". En respuesta lanzó la siguiente declaración: 

He advertido a la gente sobre las falsas creencias y la desinformación, como atribuir la enfermedad a una maldición de Dios o creer que dormir con una virgen cura la infección. Estas creencias prevalecen en mi región y han llevado a un aumento de las violaciones y la violencia contra los niños. Es en este contexto, complicado por la perspectiva cultural y religiosa, en el que hablo a menudo. Me ha sorprendido el debate generado por lo que supuestamente dije. Es por tanto importante para mí declarar que ni digo ni creo que el virus fuese desarrollado por blancos o radicales blancos para destruir al pueblo africano. Esos puntos de vista son malvados y destructivos.

## 2005–2011: Madurez

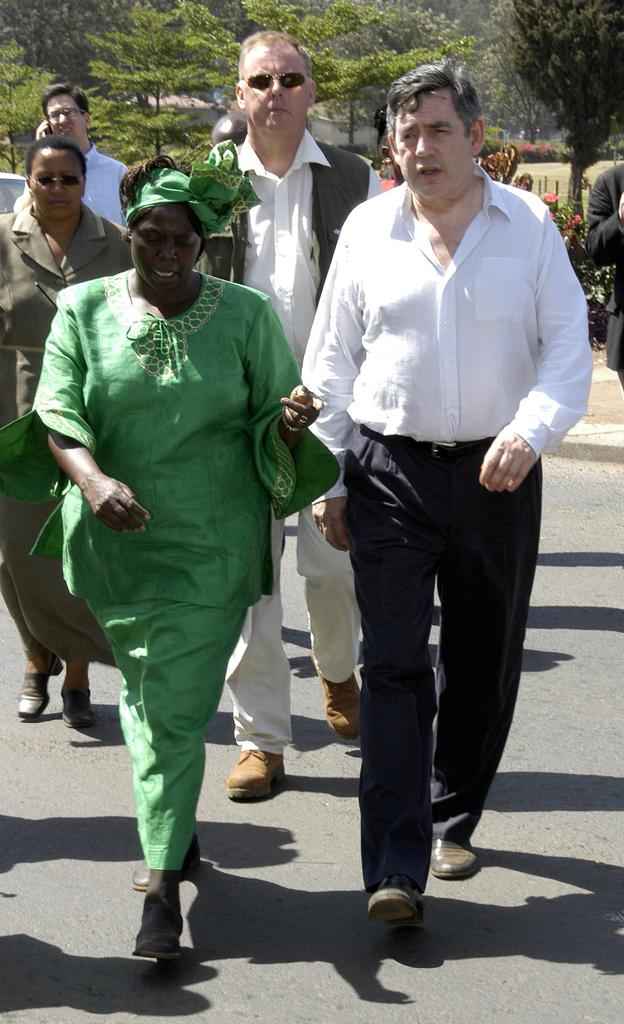
Maathai en Nairobi con el Canciller de Erario (y después primer ministro) Gordon Brown en 2005

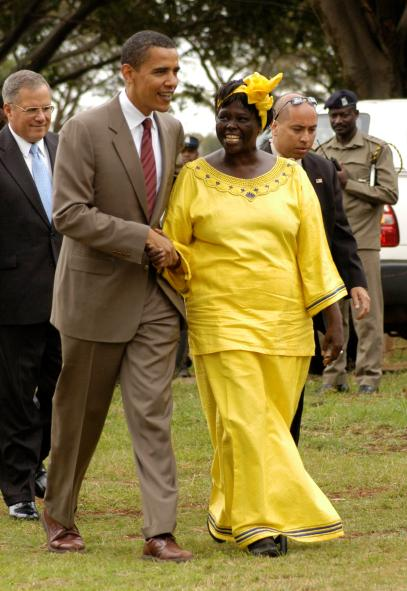
Maathai y el entonces senador estadounidense Barack Obama en Nairobi en 2006

El 28 de marzo de 2005, Maathai fue elegida la primera presidenta del Consejo Económico, Social y Cultural de la Unión Africana y fue nombrada embajadora de buena voluntad por la iniciativa lanzada para proteger el ecosistema forestal de la Cuenca del Congo. En 2006 fue una de las abanderadas en la ceremonia de apertura de los Juegos Olímpicos de Invierno de Turín 2006. También en 2006, el 21 de mayo, se le otorgó un doctorado honorífico por la Universidad de Connecticut. Apoyó el Año Internacional de los Desiertos y el programa de Desertificación. En noviembre de 2006, lideró la campaña de las Naciones Unidas Plantemos para el Planeta. Maathai fue una de las fundadoras de la Iniciativa de las Mujeres Nobel, junto con las también laureadas con el Nobel de la Paz Jody Williams, Shirin Ebadi, Rigoberta Menchú Tum, Betty Williams y Mairead Corrigan Maguire. Seis mujeres representando a Norteamérica y Sudamérica, Europa, Oriente Medio y África decidieron unir sus experiencias en un esfuerzo conjunto por la paz con justicia y equidad. La meta de la Iniciativa de las Mujeres Nobel es ayudar a fortalecer el trabajo realizado en apoyo de los derechos de las mujeres en todo el mundo.
En agosto de 2006, el entonces senador estadounidense Barack Obama viajó a Kenia. Su padre había estudiado en América a través del mismo programa que Maathai. El senador y ella tuvieron un encuentro y plantaron un árbol juntos en el Parque Uhuru de Nairobi. Obama pidió que la libertad de prensa fuera respetada, diciendo «La libertad de prensa es como cuidar un jardín: continuamente ha de ser alimentada y cultivada. La ciudadanía tiene que valorarla porque es una de esas cosas que se pueden pasar si no estamos vigilantes.» Lamentó también las pérdidas económicas, señalando la negativa del presidente George W. Bush a unirse a la Convención Marco de las Naciones Unidas sobre el Cambio Climático (UNFCCC) y su subsidiaria, el Protocolo de Kioto.
Maathai fue derrotada en las elecciones primarias del Partido de Unidad Nacional en noviembre de 2007 y escogió hacer su candidatura en un partido más pequeño. Perdió en las elecciones parlamentarias de 2007. Pidió un recuento de votos en la elección presidencial (ganada oficialmente por Mwai Kibaki, pero disputada por la oposición) en su circunscripción, argumentando que ambos lados deberían considerar el resultado justo y que había indicios de fraude.
Hasta su muerte en 2011, Maathai sirvió en la Junta de Consejo Eminente de la Asociación de Parlamentarios Europeos con África (AWEPA).
Wangari Maathai murió el 25 de septiembre de 2011 debido a complicaciones derivadas del cáncer de ovario mientras recibía tratamiento en un hospital de Nairobi.

## Premio Wangari Maathai Paladines del Bosque
En 2012, la Asociación de Colaboración en materia de Bosques ACB, un consorcio internacional de 14 organizaciones, secretariados e instituciones trabajando en problemas forestales internacionales, instauró el Premio Wangari Maathai paladines del Bosque para honrar su memoria. 
El primer galardonado fue  Narayan Kaji Shrestha por su defensa del movimiento de silvicultura en Nepal, y Kurshida Begum obtuvo una Mención Honorífica por su labor en defensa del Santuario de Vida Silvestre de Tenkaf en Banglasdesh.
En 2014 la ganadora fue Martha Isabel Pati Ruiz Corzo por su labor en la Reserva de la Biosfera de Sierra Gorda en México, y La Mención Honorífica recayó en Chut Wutty en reconocimiento a su defensa de los bosques de Camboya.
En 2015 la activista ugandesa Gertrude Kabusimbi Kenyangi recibió el galardón en presencia de la hija de Maathai, Wanjira Maathai, en la ceremonia que tuvo lugar durante el XIV Congreso Forestal Mundial, en Durban, Sudáfrica.

## Reconocimientospost mortem

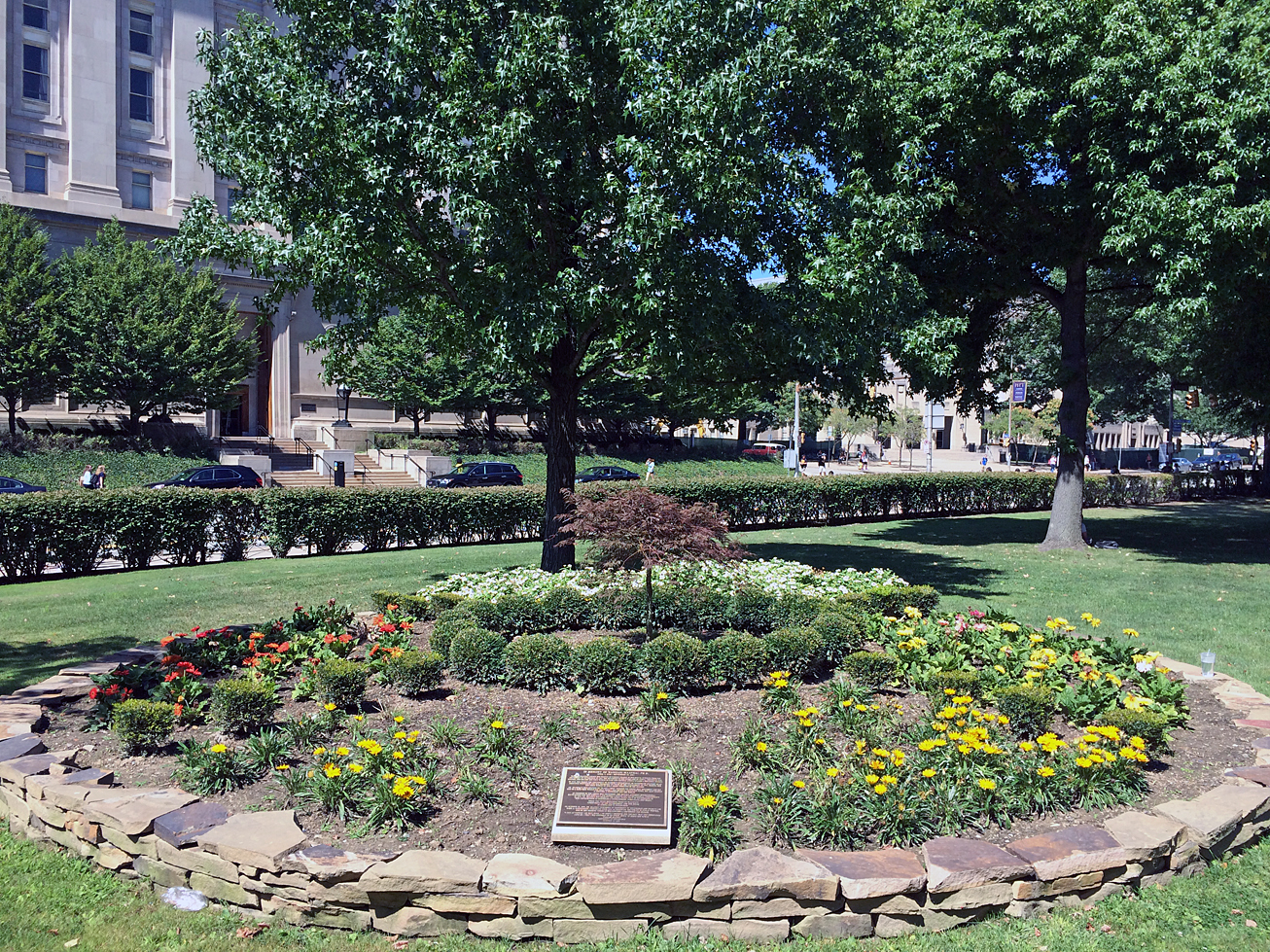
El jardín y los árboles en memoria de Wangari Maathai en la Universidad de Pittsburgh

Desde el 2012 se conmemora en conjunto con el Día de Wangari Maathai para honrar el legado de la activista ganadora del Premio Nobel de la Paz, la ecologista keniana Wangari Maathai.
El 25 de septiembre de 2013, se le dedicó un pequeño jardín en la Catedral de Aprendizaje de la Universidad de Pittsburgh. El Jardín y los Árboles Wangari Maathai incluyen dos arces rojos simbolizando el "compromiso por el medioambiente de Maathai, la fundación del Movimiento Cinturón Verde y sus raíces en Kenia y Pittsburgh" y un jardín de flores en forma circular representando su "visión global y dedicación a las mujeres y niños del mundo" con un arce ornamental en el centro señalando "cómo una pequeña semilla puede cambiar al mundo".
En 2014, en la que hubiera sido su reunión de 50 años con sus compañeros de Mount St. Scholastica y la Universidad Benedictine, se descubrió una estatua en su honor en el campus Atchinson en Kansas.
En Kenia, su país natal, la compañía “Boogertman + Partners Architects ” lleva a cabo el proyecto “Wangari Muta Maathai House”, el cual será un centro de intercambio cultural y de conocimientos. Esta instalación estará integrada en la naturaleza, permitiendo así tener la perspectiva que tenía Wangari Maathai.
En cuanto al panorama español, en el Real Jardín Botánico de Madrid se plantó en 2018 una higuera en honor a esta activista medioambiental. Además, en Córdoba se llevó a cabo el proyecto "Mural Parque Wangari Maathai" con el fin de promover el respeto de los derechos humanos.

## Publicaciones seleccionadas
- The Green Belt Movement: Sharing the Approach and the Experience. Lantern Books. 2004. ISBN 978-1-59056-040-2.; (1985)
- The bottom is heavy too: even with the Green Belt Movement : the Fifth Edinburgh Medal Address (1994)
- Bottle-necks of development in Africa (1995)
- The Canopy of Hope: My Life Campaigning for Africa, Women, and the Environment (2002)
- Unbowed: A Memoir (2006) ISBN	9780307492333
- Reclaiming rights and resources women, poverty and environment (2007)
- Rainwater Harvesting (2008)
- State of the world's minorities 2008: events of 2007 (2008)
- The Challenge for Africa. Anchor Books. 2010. ISBN 978-0-307-39028-8.; (2009)
- Moral Ground: Ethical Action for a Planet in Peril. (2010) chapter Nelson, Michael P. and Kathleen Dean Moore (eds.). Trinity University Press, ISBN 978-1-59534-066-5
- Replenishing the Earth (2010) ISBN 978-0-307-59114-2

## Reconocimientos
- 1984: Premio al Sustento Bien Ganado
- 1986: Sociedad Mejor Mundo
- 1987: Cuadro de Honor Global 500
- 1991: Premio Goldman para el Medio Ambiente
- 1991: Premio Liderazgo Africano del Proyecto para el Hambre[75]
- 1993: Medalla Edinburgo (por "Excepcional contribución a la Humanidad a través de la Ciencia")
- 1993: Premio Jane Addams de Liderazgo
- 1993: Medalla Offeramus del Colegio Universitario Benedictine[76]
- 1994: Premio Arca de Oro
- 2001: El Premio Juliet Hollister
- 2003: Premio Ambiente Global, Asociación Mundial de Organizaciones No Gubernamentales
- 2004: Premio Científico Conservador de la Universidad de Columbia
- 2004: Premio J. Sterling Morton
- 2004: Premio Petra Kelly
- 2004: Premio Sophie
- 2004: Premio Nobel de la Paz
- 2006: Legión de Honor
- 2006: Doctor de Servicio Público (Grado honorario), de Pittsburgh[77]
- 2007: Premio Ciudadano del Mundo
- 2007: Medalla Livingstone de la Sociedad Geográfica Real Escocesa.
- 2007: Premio Indira Gandhi
- 2007: Cruz de la Orden de San. Benedict[76]
- 2008: Premio Elizabeth Blackwell de los Colegios Hobart y William Smith
- 2009: Premio Imagen NAACP- Premio Presidente de Consejo (con Al Gore)[78][79]
- 2009: Grand Cordón de la Orden del Sol Naciente de Japón[80]
- 2011: Medalla del Canciller Nichols de la Universidad Vanderbilt[81]